# William Beckford (parlementaire)
Pour les articles homonymes, voir William Beckford et Beckford.
William Beckford (19 décembre 1709 - 21 juin 1770) est un homme politique anglais, lord-maire de Londres en 1762 et 1769. Sa richesse provenait en grande partie de ses plantations en Jamaïque. Il est souvent désigné sous le nom d’« Alderman Beckford », pour le distinguer de son fils William Thomas Beckford, auteur et collectionneur d'art.

## Biographie
Beckford est né à la Jamaïque. Il est envoyé en Angleterre par sa famille en 1723 pour y poursuivre ses études à l'école de Westminster. Il fait toute sa carrière à Londres.
Il bâtit sa fortune sur des plantations de sucre en Jamaïque, où est pratiqué l'esclavage.
Le 8 juin 1756 âgé de 47 ans, il épouse Maria Mars, la fille de George Hamilton, membre de la Chambre des Communes. Ils ont un unique enfant William Thomas Beckford. 
Beckford, lui, a également huit enfants nés hors mariage et auxquels il a laissé des legs dans son testament.

### Vie politique
Il devient conseiller municipal en 1752, puis shérif de la Cité de Londres en 1756, enfin lord-maire de Londres élu la première fois en 1763, puis de nouveau en 1769. Il est membre du Parlement pour la ville de Londres en 1754. Comme un riche mécène, il a favorisé la carrière de William Pitt l'Ancien, encourageant son ascension politique, soutenant la cause whig en général. Il s'est également attiré un certain soutien populaire en raison de sa promotion pour le libéralisme politique, en opposition au parti des amis du roi.
En mars 1770, à la suite de la libération de John Wilkes, dont les articles et les combats en faveur de la liberté de la presse, de l'inviolabilité parlementaire et du droit des classes moyennes à élire leurs représentants avaient provoqué des  scandales et des émeutes, et dont Beckford était un ardent partisan, il a décoré sa maison avec une grande banderole louant la Liberté en lettres brodées de trois pieds de haut. Quelques semaines plus tard, Beckford fut réprimandé publiquement par George III.

## Sources
- (en) Cet article est partiellement ou en totalité issu de l’article de Wikipédia en anglais intitulé « William Beckford (politician) » (voir la liste des auteurs).